# Anders Magnus Strinnholm (lantmätare)
Anders Magnus Strinnholm, född 22 oktober 1755 i Nordingrå socken, död 15 november 1830 i Umeå socken, var en svensk lantmätare.
Strinnholm var son till landsfiskalen Magnus Strinnholm och Magdalena Bring samt bror till komministern Carl Petter Strinnholm i Härnösand. Släktnamnet hade samband med faderns födelseby Strinne i Multrå socken. Strinnholm blev student vid Uppsala universitet 1777 och avlade lantmätarexamen 1781, varvid han förordnades som vice lantmätare men blev kommissionslantmätare året därpå. År 1805 blev han andre lantmätare och 1814 förste lantmätare, det vill säga lantmäterichef, i Västerbottens län.
Strinnholm gifte sig första gången 1786 med Beata Zimmerman, som föddes i landskapet Österbotten och vars bror Bengt Zimmerman var kyrkoherde i Nordingrå. Efter hennes död 1806 gifte Strinnholm om sig med Catharina Vikner. I första äktenskapet föddes akademiledamoten Anders Magnus Strinnholm och två döttrar som gifte sig med respektive förste lantmätaren Gustaf Stenberg och komminister Pehr Stenberg den yngre, vilka var bröder. I andra giftet föddes en son som blev lantmätare och Knut Strinnholm, som blev kyrkoherde i Burträsk. Familjen Strinnholm bodde i Teg.